# 도이나
도이나(루마니아어: Doina)는 루마니아의 민속 음악 중 하나이다. 대표적으로 투도르 게오르게의 <도이나, 도이나>가 대표적이다.